# Wu Minxia
Wu Minxia (chin. upr. 吴敏霞, chin. trad. 吳敏霞, pinyin Wú Mǐnxiá; ur. 10 listopada 1985 w Szanghaju) – chińska skoczkini do wody. Pięciokrotna mistrzyni olimpijska, ośmiokrotna mistrzyni świata, wielokrotna złota medalistka igrzysk azjatyckich i uniwersjady.

## Kariera
W 2001 roku zadebiutowała na pływackich mistrzostwach świata, na nich zdobyła złoty medal w konkurencji skoku synchronicznego z trampoliny 3 m oraz srebrny medal ze skoku z trampoliny 1 m indywidualnie. Rok później zaś zaliczyła debiut na igrzyskach azjatyckich, podczas zmagań w Pusan otrzymała medale w konkurencji skoku z trampoliny 3 m – złoty synchronicznie i srebrny indywidualnie. W 2003 roku wystąpiła na mistrzostwach globu w Barcelonie, tam obroniła złoty medal w skoku synchronicznym z trampoliny 3 m a także zdobyła brązowy medal w skoku z trampoliny 3 m solo. Uczestniczyła w uniwersjadzie rozgrywanej w 2003 i 2005 roku, tam zdobyła łącznie cztery złote medale.
Wzięła udział w igrzyskach olimpijskich w Atenach, gdzie startowała w dwóch konkurencjach. Konkurs ze skoków z trampoliny 3 m zakończyła zdobyciem srebrnego medalu, w finale uzyskując końcowy rezultat 612,00 pkt i o 21,15 pkt przegrywając z rodaczką Guo Jingjing – z tą samą osobą za to wywalczyła wspólnie złoty medal w konkurencji skoku synchronicznego z trampoliny z tej samej wysokości (w finale Chinki uzyskały końcowy rezultat 336,90 pkt).
W czasie mistrzostw świata w Montrealu udało się jej pierwszy raz w karierze zdobyć indywidualnie dwa medale mistrzostw globu, były to srebrne medale w konkurencjach skoku z trampoliny 1- i 3-metrowej. W tychże konkurencjach wywalczyła dwa złote medale rozgrywanych w Dosze igrzysk azjatyckich. Na igrzyskach w Pekinie wywalczyła następne dwa medale olimpijskie – w skoku z trampoliny 3 m uzyskała w finale 389,85 pkt i zajęła 3. miejsce, tym samym zdobywając brązowy krążek, natomiast do konkursu skoku synchronicznym z trampoliny 3 m przystąpiła powtórnie z Guo Jingjing i obroniła tytuł mistrzowski (w finale Chinki otrzymały łącznie 343,50 pkt). W 2011 roku została podwójną mistrzynią świata, po złote medale sięgnęła w konkurencjach skoku z trampoliny 3 m indywidualnego oraz synchronicznego.
Podczas igrzysk olimpijskich w Londynie sięgnęła po dwa tytuły mistrzowskie. Zdobyła je w konkurencjach skoku z trampoliny z 3 m zarówno indywidualnie (w finale otrzymała notę 414,00 pkt), jak i w ramach występu synchronicznego (w finale uzyskała 346,20 pkt, partnerowała jej He Zi). Była również uczestniczką igrzysk olimpijskich w Rio de Janeiro, w ich ramach startowała tylko w konkurencji skoku synchronicznego z trampoliny 3 m, tam uzyskała wynik 345,60 pkt w finale i razem z Shi Tingmao zdobyła złoty medal olimpijski.
Pod koniec 2016 roku zakończyła karierę sportową.

## Odznaczenia i wyróżnienia
W 2011 i 2012 roku została uhonorowana tytułem najlepszej skoczkini do wody w plebiscycie organizowanym przez FINA.